# Choqueuse-les-Bénards
Choqueuse-les-Bénards är en kommun i departementet Oise i regionen Hauts-de-France i norra Frankrike. Kommunen ligger i kantonen Crèvecœur-le-Grand som tillhör arrondissementet Beauvais. År 2022 hade Choqueuse-les-Bénards 99 invånare.

## Befolkningsutveckling
Antalet invånare i kommunen Choqueuse-les-Bénards
| Referens: INSEE |